# APG III-systemet
APG III-systemet er en nu forældet taksonomi til klassificering af blomsterplanter. Den blev offentliggjort den 8. oktober 2009 af Angiosperm Phylogeny Group (APG) i tidsskriftet Botanical Journal of the Linnean Society 6½ år efter, at forgængeren, APG II-systemet, var blevet offentliggjort i samme blad. Taksonomien blev afløst i 2016 af APG IV-systemet
I forbindelse med at APG III-systemet blev offentliggjort fremsatte medlemmer af Linnean Society et forslag til en ledsagende, formel fylogenetisk klassifikation for alle landplanter, der er i overensstemmelse med APG III-klassifikationen. Der var behov for den, da botanikere og fykologer (algeforskere) ofte er uenige om, hvilken taksonomisk rang, man skal indordne en gruppe under.

## Ændringer i forhold til APG II
APG III-systemet anerkender alle de 45 ordener fra det foregående system sammen med 14 nye. Disse nye, anerkendte ordener er:
Amborellales, Nymphaeales, Chloranthales, Petrosaviales, Trochodendrales, Buxales, Vitales, Zygophyllales, Picramniales, Huerteales, Berberidopsidales, Escalloniales, Bruniales og Paracryphiales.
Mærkningen af alternative "parentes-familier" (engelsk: "bracketed families") er opgivet i APG III, og systemet anerkender nu 415 familier, hvilket er 42 færre end i det foregående system. 44 af "parentes-familier" er slettet sammen med 18 andre familier.
Man har opgivet følgende "parentes-familier": 
Illiciaceae, Alliaceae, Agapanthaceae, Agavaceae, Aphyllanthaceae, Hesperocallidaceae, Hyacinthaceae, Laxmanniaceae, Ruscaceae, Themidaceae, Asphodelaceae, Hemerocallidaceae, Kingdoniaceae, Fumariaceae, Pteridophyllaceae, Didymelaceae, Tetracentraceae, Pterostemonaceae, Hypseocharitaceae, Francoaceae, Memecylaceae, Lepuropetalaceae, Rhoipteleaceae, Medusagynaceae, Quiinaceae, Malesherbiaceae, Turneraceae, Bretschneideraceae, Diegodendraceae, Cochlospermaceae, Peganaceae, Tetradiclidaceae, Nyssaceae, Ternstroemiaceae, Pellicieraceae, Aucubaceae, Donatiaceae, Lobeliaceae, Desfontainiaceae, Diervillaceae, Dipsacaceae, Linnaeaceae, Morinaceae og Valerianaceae.
De øvrige, opgivne familier er: 
Limnocharitaceae, Luzuriagaceae, Sparganiaceae, Ledocarpaceae, Heteropyxidaceae, Psiloxylaceae, Oliniaceae, Rhynchocalycaceae, Parnassiaceae, Maesaceae, Myrsinaceae, Theophrastaceae, Eremosynaceae, Polyosmaceae, Tribelaceae, Aralidiaceae, Mackinlayaceae og Melanophyllaceae.
Man har optaget 20 familier i APG III-systemet, som ikke fandtes i det foregående system, og nogle få familier er blevet flyttet til en anden placering. Disse nye familier er følgende:
Petermanniaceae, Schoepfiaceae, Limeaceae, Lophiocarpaceae, Montiaceae, Talinaceae, Anacampserotaceae, Centroplacaceae, Calophyllaceae, Guamatelaceae, Gerrardinaceae, Dipentodontaceae, Capparidaceae, Cleomaceae, Cytinaceae, Mitrastemonaceae, Metteniusaceae, Linderniaceae, Thomandersiaceae og Quintiniaceae.
Antallet af familier, som ikke står i nogen orden er nedskåret fra 39 til 10. Apodanthaceae og Cynomoriaceae er nu anbragt direkte under dækfrøede, incertae sedis, dvs. ikke i nogen af grupperne under de dækfrøede. 8 andre familier er anbragt som incertae sedis under forskellige overgrupper af ordener under de dækfrøede. Disse familier er følgende: 
Apodanthaceae, Cynomoriaceae, Dasypogonaceae, Sabiaceae, Dilleniaceae, Icacinaceae, Metteniusaceae, Oncothecaceae, Vahliaceae og Boraginaceae.
Der er stadig tvivl om placeringen af familien Icacinaceae. Apodytes, Emmotum, Cassinopsis og nogle få andre slægter er midlertidigt samlet under den, indtil ny forskning kan afgøre, om de nu også hører hjemme dér.
De tre slægter: Gumillea, Nicobariodendron og Petenaea er anbragt under dækfrøede som incertae sedis. Gumillea havde ingen placering i APG II, mens Nicobariodendron og Petenaea er nye i denne sammenhæng.

## Fuldstændig liste med alle familier
Tegnforklaring:
* = ny familieplacering;

† = ny anerkendt orden i APG III-systemet;

§ = ny indkredsning af familie;

$ = familier med en bredere indkredsning i APG II;

$$ = parentesfamilier i APG II med en mere snæver indkredsning her.

### Dækfrøede
- †Amborellales Melikyan, A.V.Bobrov & Zaytzeva
  - Amborellaceae Pichon
- †Nøkkerose-ordenen (Nymphaeales Salisb. ex Bercht. & J.Presl)
  - $$Cabombaceae Rich. ex A.Rich.
  - *Hydatellaceae U.Hamann
  - $$Nøkkerose-familien (Nymphaeaceae Salisb.)
- Austrobaileyales Takht. ex Reveal
  - Austrobaileyaceae Croizat
  - $Schisandraceae Blume (omfattende Illiciaceae A.C.Sm.)
  - Trimeniaceae L.S.Gibbs
- †Chloranthales R.Br.
  - Chloranthaceae R.Br. ex Sims

### Magnoliider
- Canella-ordenen (Canellales Cronquist)
  - Canella-familien (Canellaceae Mart.)
  - Wintera-familien (Winteraceae R.Br. ex Lindl.)
- Peber-ordenen (Piperales Bercht. & J.Presl)
  - Slangerod-familien (Aristolochiaceae Juss.)
  - Hydnoraceae C.Agardh
  - Lactoridaceae Engl.
  - Peber-familien (Piperaceae Giseke)
  - Saururaceae F.Voigt
- Laurbær-ordenen (Laurales Juss. ex Bercht. & J.Presl)
  - Atherospermataceae R.Br.
  - Kanelbusk-familien (Calycanthaceae Lindl.)
  - Gomortegaceae Reiche
  - Hernandiaceae Blume
  - Laurbær-familien (Lauraceae Juss.)
  - Monimiaceae Juss.
  - Siparunaceae Schodde
- Magnolie-ordenen (Magnoliales Juss. ex Bercht. & J.Presl)
  - Cherimoya-familien (Annonaceae Juss.)
  - Degeneriaceae I.W.Bailey & A.C.Sm.
  - Eupomatiaceae Orb.
  - Himantandraceae Diels
  - Magnolie-familien (Magnoliaceae Juss.)
  - Muskatnød-familien (Myristicaceae R.Br.)

### Enkimbladede
- Kalmus-ordenen (Acorales Link)
  - Kalmus-familien (Acoraceae Martinov)
- Skeblad-ordenen (Alismatales R.Br. ex Bercht. & J.Presl)
  - §Skeblad-familien (Alismataceae Vent. (omfattende Limnocharitaceae Takht. ex Cronquist))
  - Aponogetonaceae Planch.
  - Arum-familien (Araceae Juss.)
  - Brudelys-familien (Butomaceae Mirb.)
  - Cymodoceaceae Vines
  - Frøbid-familien (Hydrocharitaceae Juss.)
  - Juncaginaceae Rich.
  - Posidoniaceae Vines
  - Vandaks-familien (Potamogetonaceae Bercht. & J.Presl)
  - Ruppiaceae Horan.
  - Blomstersiv-familien (Scheuchzeriaceae F.Rudolphi)
  - Tofieldiaceae Takht.
  - Bændeltang-familien (Zosteraceae Dumort.)
- †Petrosaviales Takht.
  - Petrosaviaceae Hutch.
- Yams-ordenen (Dioscoreales R.Br.)
  - Burmanniaceae Blume
  - Yams-familien (Dioscoreaceae R.Br.)
  - Benbræk-familien (Nartheciaceae Fr. ex Bjurzon)
- Skruepalme-ordenen (Pandanales R.Br. ex Bercht. & J.Presl)
  - Cyclanthaceae Poit. ex A.Rich.
  - Skruepalme-familien (Pandanaceae R.Br.)
  - Stemonaceae Caruel
  - Triuridaceae Gardner
  - Velloziaceae J.Agardh
- Lilje-ordenen (Liliales Perleb)
  - §Inkalilje-familien (Alstroemeriaceae Dumort. (omfattende Luzuriagaceae Lotsy))
  - Campynemataceae Dumort.
  - Tidløs-familien (Colchicaceae DC.)
  - Corsiaceae Becc.
  - Lilje-familien (Liliaceae Juss.)
  - Melanthiaceae Batsch ex Borkh.
  - *Petermanniaceae Hutch.
  - Philesiaceae Dumort.
  - Ripogonaceae Conran & Clifford
  - Smilacaceae Vent.
- Asparges-ordenen (Asparagales Link)
  - $Påskelilje-familien (Amaryllidaceae J.St.-Hil.) (omfattende Agapanthaceae F.Voigt, Alliaceae Borkh.)
  - $Asparges-familien (Asparagaceae Juss.) (omfattende Agavaceae Dumort., Aphyllanthaceae Burnett, Hesperocallidaceae Traub, Hyacinthaceae Batsch ex Borkh., Laxmanniaceae Bubani, Ruscaceae M.Roem. og Themidaceae Salisb.)
  - Asteliaceae Dumort.
  - Blandfordiaceae R.Dahlgren & Clifford
  - Boryaceae M.W.Chase, Rudall & Conran
  - Doryanthaceae R.Dahlgren & Clifford
  - Hypoxidaceae R.Br.
  - Iris-familien (Iridaceae Juss.)
  - Ixioliriaceae Nakai
  - Lanariaceae R.Dahlgren & A.E.van Wyk
  - Gøgeurt-familien (Orchidaceae Juss.)
  - Tecophilaeaceae Leyb.
  - $Xanthorrhoeaceae Dumort. (omfattende Asphodelaceae Juss. og Hemerocallidaceae R.Br.)
  - Xeronemataceae M.W.Chase, Rudall & M.F.Fay

### Commelinider
- Dasypogonaceae Dumort.
- Palme-ordenen (Arecales Bromhead)
  - Palme-familien (Arecaceae Bercht. & J.Presl)
- Tradescantia-ordenen (Commelinales Mirb. ex Bercht. & J.Presl)
  - Tradescantia-familien (Commelinaceae Mirb.)
  - Haemodoraceae R.Br.
  - Hanguanaceae Airy Shaw
  - Philydraceae Link
  - Pontederiaceae Kunth
- Græs-ordenen (Poales Small)
  - Anarthriaceae D.F.Cutler & Airy Shaw
  - Ananas-familien (Bromeliaceae Juss.)
  - Centrolepidaceae Endl.
  - Halvgræs-familien (Cyperaceae Juss.)
  - Ecdeiocoleaceae D.F.Cutler & Airy Shaw
  - Eriocaulaceae Martinov
  - Flagellariaceae Dumort.
  - Joinvilleaceae Toml. & A.C.Sm.
  - Siv-familien (Juncaceae Juss.)
  - Mayacaceae Kunth
  - Siv-familien (Poaceae Barnhart)
  - Rapateaceae Dumort.
  - Restionaceae R.Br.
  - Thurniaceae Engl.
  - §Dunhammer-familien (Typhaceae Juss. (omfattende Sparganiaceae Hanin))
  - Xyridaceae C.Agardh
- Ingefær-ordenen (Zingiberales Griseb.)
  - Cannaceae Juss.
  - Costaceae Nakai
  - Heliconiaceae Vines
  - Lowiaceae Ridl.
  - Marantaceae R.Br.
  - Banan-familien (Musaceae Juss.)
  - Strelitziaceae Hutch.
  - Ingefær-familien (Zingiberaceae Martinov)

### Sandsynligvis en søster til deægte tokimbladede
- Hornblad-ordenen (Ceratophyllales Link)
  - Hornblad-familien (Ceratophyllaceae Gray)

### Ægte tokimbladede
- Ranunkel-ordenen (Ranunculales Juss. ex Bercht. & J.Presl)
  - Berberis-familien (Berberidaceae Juss.)
  - $Circaeasteraceae Hutch. (omfattende Kingdoniaceae Airy Shaw)
  - Eupteleaceae K.Wilh.
  - Blåbælg-familien (Lardizabalaceae R.Br.)
  - Månefrø-familien (Menispermaceae Juss.)
  - $Valmue-familien (Papaveraceae Juss. (omfattende Fumariaceae Marquis og Pteridophyllaceae Nakai ex Reveal & Hoogland))
  - Ranunkel-familien (Ranunculaceae Juss.)
- Sabiaceae Blume
- Protea-ordenen (Proteales Juss. ex Bercht. & J.Presl)
  - Lotus-familien (Nelumbonaceae A.Rich.)
  - $$Platan-familien (Platanaceae T.Lestib.)
  - $$Protea-familien (Proteaceae Juss.)
- †Hjultræ-ordenen (Trochodendrales Takht. ex Cronquist)
  - $Hjultræ-familien (Trochodendraceae Eichler (omfattende Tetracentraceae A.C.Sm.))
- †Buksbom-ordenen (Buxales Takht. ex Reveal)
  - $Buksbom-familien (Buxaceae Dumort. (omfattende Didymelaceae Leandri))
  - *Haptanthaceae C.Nelson (muligvis uddød)

### Ægte tokimbladede, egentlige
- Gunnera-ordenen (Gunnerales Takht. ex Reveal)
  - $$Gunnera-familien (Gunneraceae Meisn.)
  - $$Myrothamnaceae Nied.
- Dilleniaceae Salisb.
- Stenbræk-ordenen (Saxifragales Bercht. & J.Presl)
  - Altingiaceae Horan.
  - Aphanopetalaceae Doweld
  - Hjertetræ-familien (Cercidiphyllaceae Engl.)
  - Stenurt-familien (Crassulaceae J.St.-Hil.)
  - Daphniphyllaceae Müll.-Arg.
  - Ribs-familien (Grossulariaceae DC.)
  - $$Haloragaceae R.Br.
  - Troldnød-familien (Hamamelidaceae R.Br.)
  - $Drueved-familien (Iteaceae J.Agardh (omfattende Pterostemonaceae Small))
  - Pæon-familien (Paeoniaceae Raf.)
  - $$Penthoraceae Rydb. ex Britt.
  - *§Peridiscaceae Kuhlm. (omfattende Medusandraceae Brenan, Soyauxia Oliver)
  - Stenbræk-familien (Saxifragaceae Juss.)
  - $$Tetracarpaeaceae Nakai
- †Berberidopsidales Doweld
  - Aextoxicaceae Engl. & Gilg
  - Berberidopsidaceae Takht.
- Sandeltræ-ordenen (Santalales R.Br. ex Bercht. & J.Presl)
  - *Balanophoraceae Rich.
  - Mistelten-familien (Loranthaceae Juss.)
  - Misodendraceae J.Agardh
  - Sandeltræ-familien (Santalaceae R.Br.)
  - Olacaceae R.Br.
  - Opiliaceae Valeton
  - *Schoepfiaceae Blume
- Nellike-ordenen (Caryophyllales Juss. ex Bercht. & J.Presl)
  - Achatocarpaceae Heimerl
  - Aizoaceae Martinov
  - Amarant-familien (Amaranthaceae Juss.)
  - *Anacampserotaceae Eggli & Nyffeler
  - Ancistrocladaceae Planch. ex Walp.
  - Asteropeiaceae Takht. ex Reveal & Hoogland
  - Barbeuiaceae Nakai
  - Basellaceae Raf.
  - Kaktus-familien (Cactaceae Juss.)
  - Nellike-familien (Caryophyllaceae Juss.)
  - §Didiereaceae Radlk.
  - Dioncophyllaceae Airy Shaw
  - Soldug-familien (Droseraceae Salisb.)
  - Drosophyllaceae Chrtek, Slavíková & Studnicka
  - Frankeniaceae Desv.
  - Gisekiaceae Nakai
  - Halophytaceae A.Soriano
  - *Limeaceae Shipunov ex Reveal
  - *Lophiocarpaceae Doweld & Reveal
  - §Molluginaceae Bartl.
  - *Montiaceae Raf.
  - Kandebærer-familien (Nepenthaceae Dumort.)
  - Nyctaginaceae Juss.
  - Physenaceae Takht.
  - Kermesbær-familien (Phytolaccaceae R.Br.)
  - Hindebægerfamilien (Plumbaginaceae Juss.)
  - Pileurt-familien (Polygonaceae Juss.)
  - §Portulak-familien (Portulacaceae Juss.)
  - Rhabdodendraceae Prance
  - Sarcobataceae Behnke
  - Simmondsiaceae Tiegh.
  - Stegnospermataceae Nakai
  - *Talinaceae Doweld
  - Tamarisk-familien (Tamaricaceae Link)

### Rosen-blomstrede
- †Vin-ordenen (Vitales Juss. ex Bercht. & J.Presl)
  - Vin-familien (Vitaceae Juss.)

### Ægte rosen-blomstrede I
- †Kreosotbusk-ordenen (Zygophyllales Link)
  - $$Krameriaceae Dumort.
  - $$Kreosotbusk-familien (Zygophyllaceae R.Br.)
- Benved-ordenen (Celastrales Link)
  - $Benved-familien (Celastraceae R.Br. (omfattende Lepuropetalaceae Nakai, Parnassiaceae Martinov og Pottingeriaceae Takht.))
  - Lepidobotryaceae J.Léonard
- Surkløver-ordenen (Oxalidales Bercht. & J.Presl)
  - Brunelliaceae Engl.
  - Cephalotaceae Dumort.
  - Connaraceae R.Br.
  - Cunoniaceae R.Br.
  - Elaeocarpaceae Juss. ex DC.
  - *Huaceae A.Chev.
  - Surkløver-familien (Oxalidaceae R.Br.)
- Barbadoskirsebær-ordenen (Malpighiales Juss. ex Bercht. & J.Presl)
  - Achariaceae Harms
  - Balanopaceae Benth. & Hook.f.
  - Bonnetiaceae L.Beauvis. ex Nakai
  - *Calophyllaceae J.Agardh
  - Caryocaraceae Voigt
  - *Centroplacaceae Doweld & Reveal
  - $$Chrysobalanaceae R.Br.
  - §Clusiaceae Lindl.
  - Ctenolophonaceae Exell & Mendonça
  - $$Dichapetalaceae Baill.
  - Bækarve-familien (Elatinaceae Dumort.)
  - $$§Coca-familien (Erythroxylaceae Kunth (omfattende Aneulophus Benth.))
  - Vortemælk-familien (Euphorbiaceae Juss.)
  - $$Euphroniaceae Marc.-Berti
  - Goupiaceae Miers
  - Humiriaceae A.Juss.
  - Perikon-familien (Hypericaceae Juss.)
  - Irvingiaceae Exell & Mendonça
  - Ixonanthaceae Planch. ex Miq.
  - Lacistemataceae Mart.
  - Hør-familien (Linaceae DC. ex Perleb)
  - Lophopyxidaceae H.Pfeiff.
  - Barbadoskirsebær-familien (Malpighiaceae Juss.)
  - $Fugleøjebusk-familien (Ochnaceae DC. (omfattende Medusagynaceae Engl. & Gilg og Quiinaceae Choisy))
  - Pandaceae Engl. & Gilg
  - $Passifloraceae Juss. ex Roussel (omfattende Malesherbiaceae D.Don og Turneraceae Kunth ex DC.)
  - Phyllanthaceae Martinov
  - Picrodendraceae Small
  - Podostemaceae Rich. ex Kunth
  - Putranjivaceae Meisn.
  - *Rafflesiaceae Dumort.
  - $$Mangrovetræ-familien (Rhizophoraceae Pers.)
  - Pile-familien (Salicaceae Mirb.)
  - $$Trigoniaceae A.Juss.
  - Viol-familien (Violaceae Batsch)
- Græskar-ordenen (Cucurbitales Juss. ex Bercht. & J.Presl)
  - Anisophylleaceae Ridl.
  - Begoniaceae C.Agardh
  - Garvebusk-familien (Coriariaceae DC.)
  - Corynocarpaceae Engl.
  - Græskar-familien (Cucurbitaceae Juss.)
  - Datiscaceae Dumort.
  - Tetramelaceae Airy Shaw
- Ærteblomst-ordenen (Fabales Bromhead)
  - Ærteblomst-familien (Fabaceae Lindl.)
  - Mælkeurt-familien (Polygalaceae Hoffmanns. & Link)
  - Sæbebarktræ-familien (Quillajaceae D.Don)
  - Surianaceae Arn.
- Bøge-ordenen (Fagales Engl.)
  - Birke-familien (Betulaceae Gray)
  - Jerntræ-familien (Casuarinaceae R.Br.)
  - Bøge-familien (Fagaceae Dumort.)
  - §Valnød-familien (Juglandaceae DC. ex Perleb (omfattende Rhoipteleaceae Hand.-Mazz.))
  - Pors-familien (Myricaceae A.Rich. ex Kunth)
  - Sydbøg-familien (Nothofagaceae Kuprian)
  - Ticodendraceae Gómez-Laur. & L.D.Gómez
- Rosen-ordenen (Rosales Bercht. & J.Presl)
  - Barbeyaceae Rendle
  - Hamp-familien (Cannabaceae Martinov)
  - Dirachmaceae Hutch.
  - Sølvblad-familien (Elaeagnaceae Juss.)
  - Morbær-familien (Moraceae Gaudich.)
  - Korsved-familien (Rhamnaceae Juss.)
  - Rosen-familien (Rosaceae Juss.)
  - Elme-familien (Ulmaceae Mirb.)
  - Nælde-familien (Urticaceae Juss.)

### Ægte rosen-blomstrede II
- Storkenæb-ordenen (Geraniales Juss. ex Bercht. & J.Presl)
  - $Storkenæb-familien (Geraniaceae Juss. (omfattende Hypseocharitaceae Wedd.))
  - $Melianthaceae Horan. (omfattende Francoaceae A.Juss.)
  - §Vivianiaceae Klotzsch (omfattende Ledocarpaceae Meyen)
- Myrte-ordenen (Myrtales Juss. ex Bercht. & J.Presl)
  - Alzateaceae S.A.Graham
  - Combretaceae R.Br.
  - Crypteroniaceae A.DC.
  - Kattehale-familien (Lythraceae J.St.-Hil.)
  - $Melastomataceae Juss. (omfattende Memecylaceae DC.)
  - §Myrte-familien (Myrtaceae Juss. (omfattende Heteropyxidaceae Engl. & Gilg og Psiloxylaceae Croizat))
  - Natlys-familien (Onagraceae Juss.)
  - §Penaeaceae Sweet ex Guill. (omfattende Oliniaceae Arn. og Rhynchocalycaceae L.A.S.Johnson & B.G.Briggs)
  - Vochysiaceae A.St.-Hil.
- Crossosomatales Takht. ex Reveal
  - *Aphloiaceae Takht.
  - Crossosomataceae Engl.
  - *Geissolomataceae A.DC.
  - *Guamatelaceae S.Oh & D.Potter
  - Akshale-familien (Stachyuraceae J.Agardh)
  - Blærenød-familien (Staphyleaceae Martinov)
  - *§Strasburgeriaceae Soler. (omfattende Ixerbaceae Griseb. ex Doweld & Reveal)
- †Picramniales Doweld
  - *Picramniaceae Fernando & Quinn
- †Huerteales Doweld
  - *Dipentodontaceae Merr.
  - *Gerrardinaceae Alford
  - Tapisciaceae Takht.
- Korsblomst-ordenen (Brassicales Bromhead)
  - $Akaniaceae Stapf (omfattende Bretschneideraceae Engl. & Gilg)
  - Bataceae Mart. ex Perleb
  - §Korsblomst-familien (Brassicaceae Burnett)
  - *Capparaceae Juss.
  - Melontræ-familien (Caricaceae Dumort.)
  - *Edderkoppeplante-familien (Cleomaceae Bercht. & J.Presl)
  - Emblingiaceae J.Agardh
  - Gyrostemonaceae A.Juss.
  - Koeberliniaceae Engl.
  - Limnanthaceae R.Br.
  - Moringaceae Martinov
  - Pentadiplandraceae Hutch. & Dalziel
  - Resedaceae Martinov
  - Salvadoraceae Lindl.
  - Setchellanthaceae Iltis
  - Tovariaceae Pax
  - Tropæolum-familien (Tropaeolaceae Juss. ex DC.)
- Katost-ordenen (Malvales Juss. ex Bercht. & J.Presl)
  - $Bixaceae Kunth (omfattende Cochlospermaceae Planch. og Diegodendraceae Capuron)
  - Soløje-familien (Cistaceae Juss.)
  - *Cytinaceae A.Rich.
  - Dipterocarpaceae Blume
  - Katost-familien (Malvaceae Juss.)
  - Muntingiaceae C.Bayer, M.W.Chase & M.F.Fay
  - Neuradaceae Kostel.
  - Sarcolaenaceae Caruel
  - Sphaerosepalaceae Tiegh. ex Bullock
  - Dafne-familien (Thymelaeaceae Juss.)
- Sæbetræ-ordenen (Sapindales Juss. ex Bercht. & J.Presl)
  - Sumak-familien (Anacardiaceae R.Br.)
  - Biebersteiniaceae Schnizl.
  - Burseraceae Kunth
  - Kirkiaceae Takht.
  - Meliaceae Juss.
  - $Nitrariaceae Lindl. (omfattende Peganaceae Tiegh. ex Takht. og Tetradiclidaceae Takht.)
  - Rude-familien (Rutaceae Juss.)
  - Sæbetræ-familien (Sapindaceae Juss.)
  - Kvassia-familien (Simaroubaceae DC.)

### Asters-blomstrede
- Kornel-ordenen (Cornales Link.)
  - Kornel-familien (Cornaceae Bercht. & J.Presl (omfattende Nyssaceae Juss. ex Dumort.))
  - Curtisiaceae Takht.
  - Grubbiaceae Endl. ex Meisn.
  - Hortensia-familien (Hydrangeaceae Dumort.)
  - Hydrostachyaceae Engl.
  - Loasaceae Juss.
- Lyng-ordenen (Ericales Bercht. & J.Presl)
  - Kiwi-familien (Actinidiaceae Engl. & Gilg.)
  - Flittiglise-familien (Balsaminaceae A.Rich.)
  - Konvalbusk-familien (Clethraceae Klotzsch)
  - Cyrillaceae Lindl.
  - Fjeldpryd-familien (Diapensiaceae Lindl.)
  - Ibenholt-familien (Ebenaceae Gürke)
  - Lyng-familien (Ericaceae Juss.)
  - Fouquieriaceae DC.
  - Lecythidaceae A.Rich.
  - Marcgraviaceae Bercht. & J.Presl
  - *Mitrastemonaceae Makino
  - $Pentaphylacaceae Engl. (omfattende Ternstroemiaceae Mirb. ex DC.)
  - Polemoniaceae Juss.
  - §Kodriver-familien (Primulaceae Batsch ex Borkh. (omfattende Maesaceae Anderb., B.Ståhl & Källersjö, Myrsine-familien (Myrsinaceae) R.Br. og Theophrastaceae G.Don))
  - Roridulaceae Martinov
  - Sapotaceae Juss.
  - Sarraceniaceae Dumort.
  - $$Sladeniaceae Airy Shaw
  - Styraks-familien (Styracaceae DC. & Spreng.)
  - Symplocaceae Desf.
  - $Tetrameristaceae Hutch. (omfattende Pellicieraceae L.Beauvis.)
  - Te-familien (Theaceae Mirb. ex Ker Gawl.)

### Ægte asters-blomstrede I
- §*Rublad-familien (Boraginaceae Juss. (omfattende Hoplestigmataceae Gilg))
- Vahliaceae Dandy
- Icacinaceae Miers
- Metteniusaceae H.Karst. ex Schnizl.
- Oncothecaceae Kobuski ex Airy Shaw
- Garryales Lindl.
  - Eucommiaceae Engl.
  - $Garryaceae Lindl. (omfattende Aucubaceae Bercht. & J.Presl)
- Ensian-ordenen (Gentianales Juss. ex Bercht. & J.Presl)
  - Singrøn-familien (Apocynaceae Juss.)
  - Gelsemiaceae Struwe & V.A.Albert
  - Ensian-familien (Gentianaceae Juss.)
  - Loganiaceae R.Br. ex Mart.
  - Krap-familien (Rubiaceae Juss.)
- Læbeblomst-ordenen (Lamiales Bromhead)
  - §Akantus-familien (Acanthaceae Juss.)
  - Bignoniaceae Juss.
  - Byblidaceae Domin
  - Calceolariaceae Olmstead
  - Carlemanniaceae Airy Shaw
  - Gesneriaceae Rich. & Juss.
  - Læbeblomst-familien (Lamiaceae Martinov)
  - *Linderniaceae Borsch, K.Müll., & Eb.Fisch.
  - Blærerod-familien (Lentibulariaceae Rich.)
  - Martyniaceae Horan.
  - Oliven-familien (Oleaceae Hoffmanns. & Link)
  - Gyvelkvæler-familien (Orobanchaceae Vent.)
  - Kejsertræ-familien (Paulowniaceae Nakai)
  - Pedaliaceae R.Br.
  - Phrymaceae Schauer
  - §Vejbred-familien (Plantaginaceae Juss.)
  - Plocospermataceae Hutch.
  - Schlegeliaceae Reveal
  - Maskeblomst-familien (Scrophulariaceae Juss.)
  - Stilbaceae Kunth
  - Tetrachondraceae Wettst.
  - *Thomandersiaceae Sreem.
  - Jernurt-familien (Verbenaceae J.St.-Hil.)
- Natskygge-ordenen (Solanales Juss. ex Bercht. & J.Presl)
  - Snerle-familien (Convolvulaceae Juss.)
  - Hydroleaceae R.Br. ex Edwards
  - Montiniaceae Nakai
  - Natskygge-familien (Solanaceae Juss.)
  - Sphenocleaceae T.Baskerv.

### Ægte asters-blomstrede II
- Kristtorn-ordenen (Aquifoliales Senft)
  - Kristtorn-familien (Aquifoliaceae Bercht. & J.Presl)
  - §Cardiopteridaceae Blume (omfattende Leptaulaceae Tiegh.)
  - Helwingiaceae Decne.
  - Phyllonomaceae Small
  - Stemonuraceae Kårehed
- Kurvblomst-ordenen (Asterales Link)
  - Alseuosmiaceae Airy Shaw
  - Argophyllaceae Takht.
  - Kurvblomst-familien (Asteraceae Bercht. & J.Presl)
  - Calyceraceae R.Br. ex Rich.
  - $Klokkeblomst-familien (Campanulaceae Juss. (omfattende Lobeliaceae Juss.))
  - Goodeniaceae R.Br.
  - Menyanthaceae Dumort.
  - Pentaphragmataceae J.Agardh
  - Phellinaceae Takht.
  - Rousseaceae DC.
  - $Stylidiaceae R.Br. (omfattende Donatiaceae B.Chandler)
- †Eskallonia-ordenen (Escalloniales R.Br.)
  - §Eskallonia-familien (Escalloniaceae R.Br. ex Dumort. (omfattende Eremosynaceae Dandy, Polyosmaceae Blume og Tribelaceae Airy Shaw))
- †Bruniales Dumort.
  - Bruniaceae R.Br. ex DC.
  - §Columelliaceae D.Don (omfattende Desfontainiaceae Endl.)
- †Paracryphiales Takht. ex Reveal
  - §Paracryphiaceae Airy Shaw (omfattende *Quintiniaceae Doweld, Sphenostemonaceae P.Royen & Airy Shaw)
- Kartebolle-ordenen (Dipsacales Juss. ex Bercht. & J.Presl)
  - Desmerurt-familien (Adoxaceae E.Mey.)
  - §Gedeblad-familien (Caprifoliaceae Juss. (omfattende Diervillaceae Pyck, Dipsacaceae Juss., Linnaeaceae Backlund, Morinaceae Raf., Valerianaceae Batsch))
- Skærmplante-ordenen (Apiales Nakai)
  - Skærmplante-familien (Apiaceae Lindl.)
  - Vedbend-familien (Araliaceae Juss.)
  - Griseliniaceae J.R.Forst. & G.Forst. ex A.Cunn.
  - Myodocarpaceae Doweld
  - Pennantiaceae J.Agardh
  - Pittosporaceae R.Br.
  - §Torricelliaceae Hu (omfattende Aralidiaceae Philipson & B.C.Stone og Melanophyllaceae Takht. ex Airy Shaw)

### Grupper med usikker placering
- Apodanthaceae Takht. (tre slægter)
- Cynomoriaceae Endl. ex Lindl.
- Gumillea Ruiz & Pav.
- Petenaea Lundell (muligvis i Katost-ordenen)
- Nicobariodendron (muligvis i Benved-familien).

## Eksterne links
- APG III-artiklen som abstract: An update of the Angiosperm Phylogeny Group classification for the orders and families of flowering plants: APG III Arkiveret 25. maj 2017 hos  hos Archive-It
- APG III, den fulde ordlyd, se: APG III (2009) An update of the Angiosperm Phylogeny Group classification for the orders and families of flowering plants. APG III. Botanical Journal of the Linnean Society 161: 105–121.
- En grafisk oversigt over hele APG-systematikken: Theodor C.H. Cole og Hartmut H. Hilger: Angiosperm Phylogeny Arkiveret 17. maj 2017 hos  Wayback Machine